# Nuez de Ebro
Nuez de Ebro es un municipio español de la provincia de Zaragoza, en la Comarca Central y la comunidad autónoma de Aragón. Cuenta con una población de 838 habitantes (INE 2020).

## Situación y clima
Nuez de Ebro está situado en la depresión del Ebro, sobre depósitos cuaternarios del río, a 20 km de la capital aragonesa, a 181 m de altitud sobre el nivel del mar. Su temperatura media anual es de 14,8 °C y su precipitación anual, 340 mm.
Parte de su término municipal está ocupado por la reserva natural dirigida de los Sotos y Galachos del Ebro.

## Historia
Se piensa que el origen de la población es medieval, habiendo sido fundada por los caballeros de la Nuez, que habían ido a la conquista del reino musulmán de Mallorca junto al rey Jaime I el Conquistador.
Por su parte, el historiador Alfonso Zapater opina que es incuestionable el origen musulmán del pueblo, ya que a finales del siglo XV Nuez contaba con 54 «fuegos» u hogares —como consta en el fogaje de 1495 del Reino de Aragón—, todos ellos moriscos.
La primera mención de Nuez corresponde al año 1205, en que se cita a «Gassion de NoÇ».
A lo largo de su historia, el lugar fue señorío de diversos nobles: en 1383 ostentaban dicho señorío Pedro Garcés de Nuez y Roger de Nuez, pasando luego a la baronía de Alfajarín, que detentaba Juan de Mur.
El decreto de expulsión de los moriscos de 1610 afectó a 70 casas y a 350 personas en Nuez. La repoblación del lugar le fue encomendada al barón de La Laguna, que ostentaba el señorío de Nuez, pues así era conocido entonces. Solo es a partir de 1873 es cuando comienza a denominarse, de forma oficial, Nuez de Ebro.
Se sabe también que hacia mediados del siglo XVII perteneció al marqués de Aytona y, más tarde, al Barón de Espés, para pasar luego a ser un señorío secular.
El historiador Pascual Madoz, en su Diccionario geográfico-estadístico-histórico de España y sus posesiones de Ultramar (1845), describe a Nuez en los términos siguientes: 

Tiene 80 casas, inclusa la del ayuntamiento, y cárcel; escuela de niños, á la que concurren 36; iglesia parroquial (San Martín Obispo)... El terreno es la mayor parte huerta de buena calidad.

## Demografía
Nuez de Ebro cuenta con una población de 907 habitantes (INE 2024).
| Gráfica de evolución demográfica de Nuez de Ebro entre 1842 y 2021                                                                                                 |
| |
| Población de derecho según los censos de población del INE Población de hecho según los censos de población del INEEn estos censos se denominaba Nuez: 1842 y 1857 |

El censo de España de 1857 registra una población de 568 habitantes para el municipio, entonces perteneciente al partido judicial de Pina.
Durante el siglo XX, la población de Nuez de Ebro ha oscilado en torno a los 500 habitantes; ha sido en el siglo XXI cuando la población empezó a aumentar.

## Administración y política
| Período             | Alcalde                                       | Partido |  |
| ------------------- | --------------------------------------------- | ------- |  |
| 1979-1983           | José Luis Mombiela Gállego                    | PSOE    |  |
| 1983-1987           | Alfonso Máximo Gracia Alfranca                | PAR     |  |
| 1987-1991           | Jesús Orea García                             | PSOE    |  |
| 1991-1995           | Jesús Orea García                             | PSOE    |  |
| 1995-1999           | Rosario Mombiela Gállego                      | PP      |  |
| 1999-2003           | Rosario Mombiela Gállego                      | PP      |  |
| 2003-2007           | José Luis Almorín Balduque                    | PSOE    |  |
| 2007-2011           | José Luis Almorín Balduque                    | PSOE    |  |
| 2011-2013 2013-2015 | Antonio Gutiérrez Rebollo María Dorita Miguel | CHA PP  |  |
| 2011-2013 2013-2015 | Antonio Gutiérrez Rebollo María Dorita Miguel | CHA PP  |  |
| 2015-2019           | José Ramón Sebastián Alcalá                   | PSOE    |  |

| Partido político    | Partido político                                   | 2003   | 2007   | 2011   | 2015   |
| Partido político    | Partido político                                   | Ediles | Ediles | Ediles | Ediles |
|                     | Partido de los Socialistas de Aragón (PSOE-Aragón) | 2      | 5      | 3      | 5      |
|                     | Partido Popular de Aragón (PP)                     | 3      | 2      | 2      | 2      |
|                     | Chunta Aragonesista (CHA)                          | 2      | —      | 2      | —      |
|                     | Partido Aragonés (PAR)                             | 0      | —      | —      | —      |
| Total de concejales | Total de concejales                                | 7      | 7      | 7      | 7      |

## Patrimonio

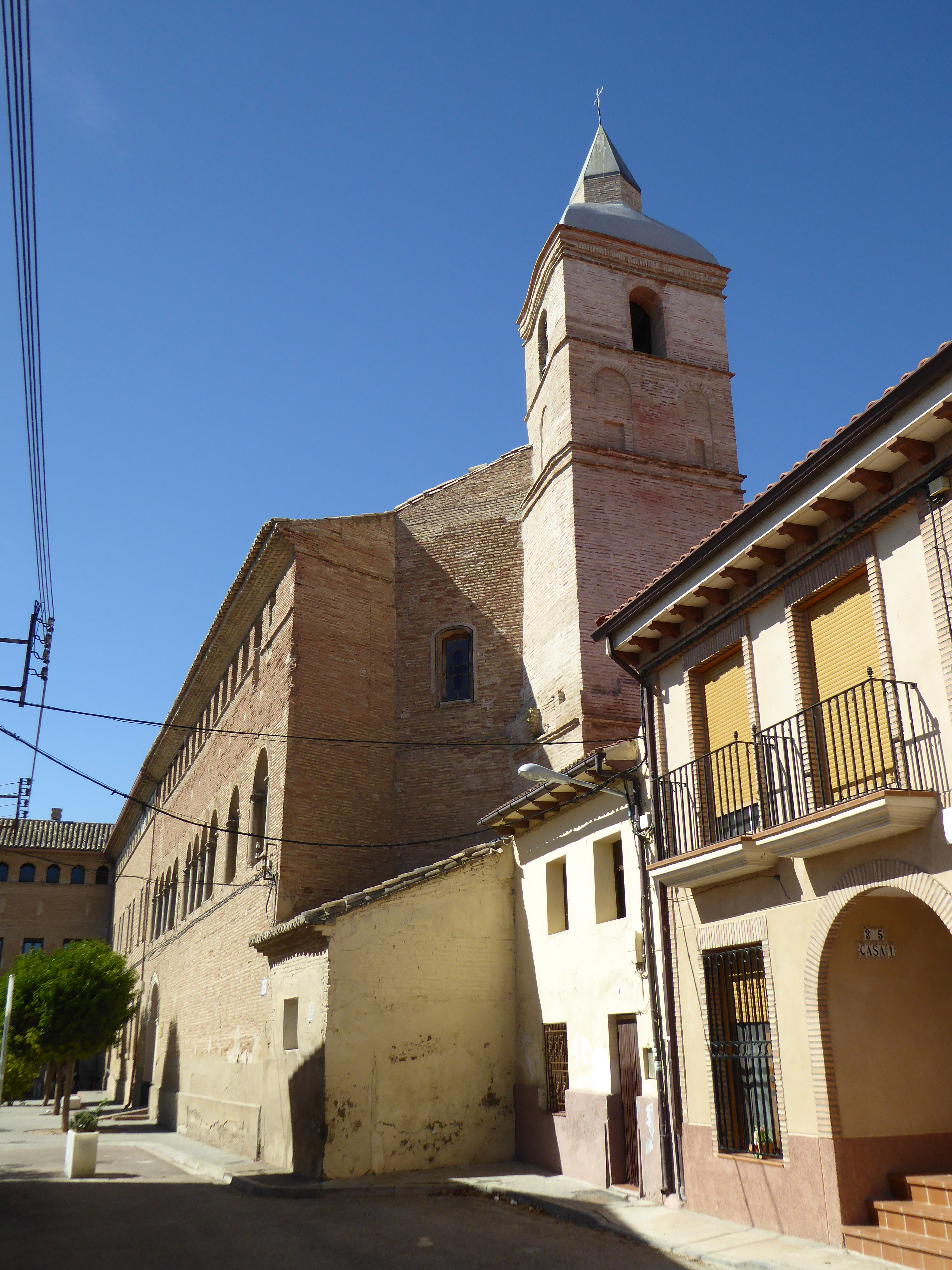
La iglesia de San Martín y el Ayuntamiento forman un único complejo arquitectónico

Junto a la plaza donde se encuentran dos olmos centenarios se encuentra el conjunto monumental formado por la iglesia de San Martín y la casa palacio donde está el ayuntamiento. Constituyen un mismo complejo arquitectónico, con planta en forma de L.
La iglesia de San Martín es un templo de una sola nave con bóvedas de crucería estrellada que comprende dos tramos y cabecera poligonal. Dispone de tres capillas laterales a cada lado, de poca profundidad, que se comunican a la nave mediante arcos de medio punto. En el exterior, el edificio es sumamente interesante, ya que su fachada de tres alturas está concebida con carácter civil, complementando a la del palacio. Es del siglo XVI, aunque de factura mudéjar, y perteneció a un antiguo convento de Franciscanos.
La casa palacio presenta una disposición en ángulo recto que se prolonga con la situación del templo. En la planta baja y segunda se abren series de huecos adintelados con dos puertas de acceso, que presentan el dintel rebajado.

## Fiestas
- En el primer fin de semana de octubre se celebran las fiestas mayores, en honor a la Virgen del Rosario.
- Fiestas de San Martín, el 11 de noviembre.